# Hugues IV des Baux
Pour les articles homonymes, voir Hugues.
Hugues IV des Baux (mort en 1351), 3e comte d'Avellin, amiral de Sicile, 11e seigneur des Baux, fils de Raymond III était un seigneur provençal.

## Biographie
Il aurait été sénéchal de Provence.
En juillet 1350, avec la bénédiction du Saint-Père, il quitte Marseille avec six galères sous pavillon de l'Eglise, dans le but de délivrer la reine Jeanne de son époux qui depuis 1348, détenait abusivement le pouvoir. Cette intervention fut un succès mais il profita de la situation pour marier son fils aîné Robert à l'héritière désignée, Marie, veuve de Charles de Duras. Hugues fut cependant trahi par un de ces capitaines et livré à Louis de Tarente. Ce dernier le fit exécuter et récupéra les pleins pouvoirs. Ses fils, Robert, ainsi devenu comte d'Avelin, et Raymond furent emprisonnés.

## Mariage et descendance
Il épouse en premières noces, en 1332, Jeanne d'Apchier (née en 1317), fille de Guérin V, seigneur d'Apchier, et de sa seconde épouse, Gaussende de Narbonne. De cette union, il eut les enfants suivants :
- Robert des Baux, seigneur des Baux, mort en 1354, assassiné par ordre de son épouse Marie d'Anjou, fille posthume de Charles de Sicile, duc de Calabre, et de sa seconde épouse Marie de Valois.
- Raymond III des Baux (mort en 1372)
- Bertrand des Baux, seigneur de Brantoux, Caroub et Plaisan
- Amédée des Baux, sénéchal de Beaucaire et de Nîmes
- Antoine des Baux, prévôt de l'église de Marseille en 1355
- François des Baux, seigneur d'Aubagne
- Agnès (ou Agathe) des Baux, mariée à Jean II, vicomte d'Uzès
- Etiennette des Baux, mariée le 29 novembre 1356 à Aymar de Roussillon, seigneur d'Annonay